# Desaparición de tres jóvenes gallegos en San Juan de Luz

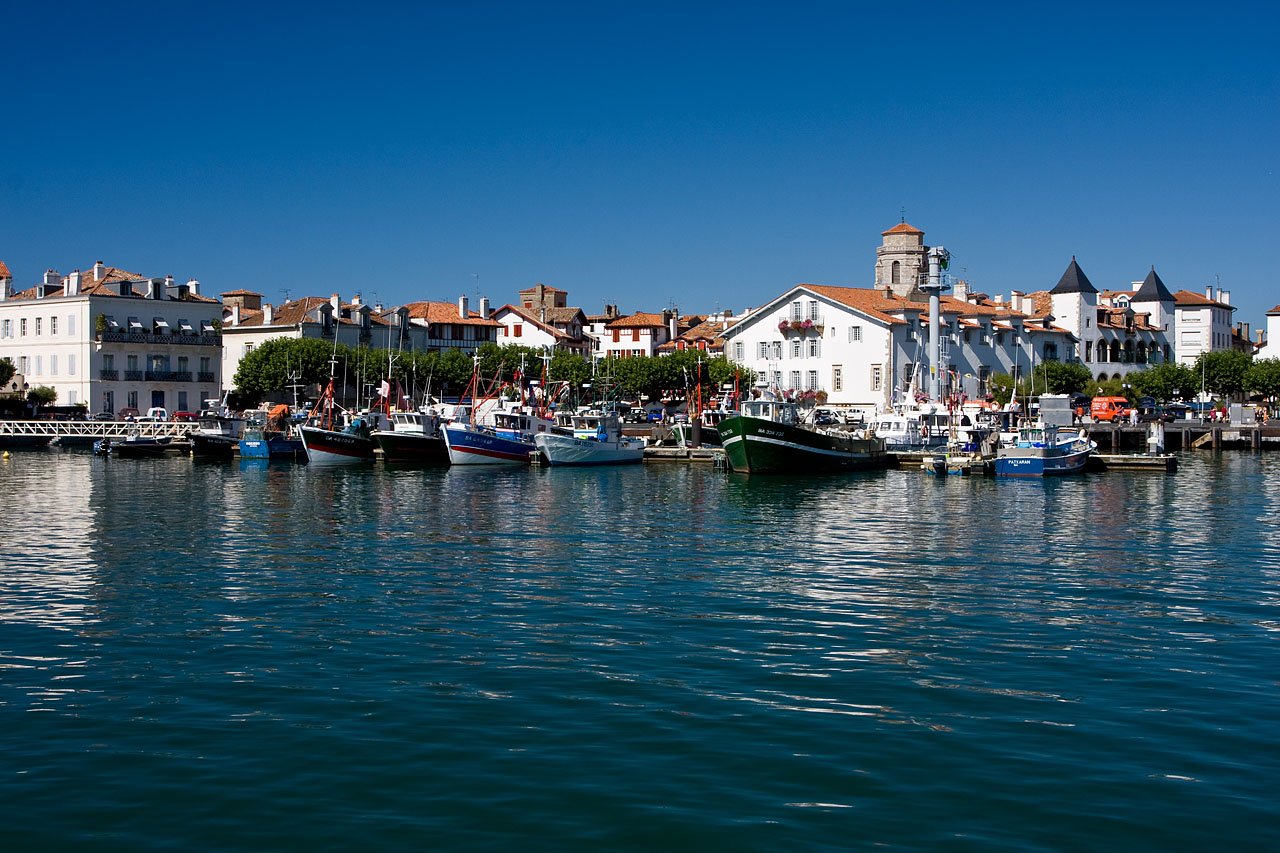
Vista parcial de San Juan de Luz, localidad en la que desaparecieron los tres jóvenes.

La desaparición de tres jóvenes gallegos en San Juan de Luz (departamento de Pirineos Atlánticos, Francia) fue un hecho que tuvo lugar el 24 de marzo de 1973. José Humberto Fouz Escobero, de 29 años; Jorge Juan García Carneiro, de 23 y Fernando Quiroga Veiga, de 25 residían en Irún (Guipúzcoa, España) y decidieron desplazarse a San Juan de Luz para ver la película El último tango en París. Ninguno de ellos volvió a aparecer con vida y sus cuerpos no fueron encontrados, aunque existen sospechas de que fueron secuestrados, torturados y asesinados por miembros de la organización criminal ETA-V Asamblea.

## Antecedentes

### La dictadura de Franco
En 1973 España seguía bajo la dictadura de Franco. Aunque el general era ya un anciano, el gobierno contaba con el firme apoyo del Ejército y la continuidad del régimen parecía garantizada no solo por la previsión sucesoria en la persona del Príncipe de España, Juan Carlos de Borbón, sino, sobre todo, gracias a la mano firme del principal colaborador de Franco, el almirante Carrero Blanco. No obstante, se advertían cambios en la sociedad, el más significativo de los cuales quizá fuera el giro de la Iglesia católica, que comenzaba a ser cada vez más crítica con el régimen a pesar del ultracatolicismo de este. La oposición política seguía siendo demasiado débil como para poner en peligro la estabilidad del sistema político del llamado Movimiento Nacional, pero se hacía notar principalmente en tres sectores: una Universidad en la que abundaban las protestas estudiantiles; el movimiento obrero, que se infiltraba en los oficiales sindicatos verticales y convocaba huelgas a pesar de la represión policial; y los movimientos nacionalistas en Cataluña y el País Vasco. La fuerza de oposición mejor organizada era el Partido Comunista (PCE), pero en los últimos años había cobrado cada vez más protagonismo la organización nacionalista vasca Euskadi Ta Askatasuna (ETA). Esta organización utilizaba la violencia como instrumento político, a diferencia del PCE y del Partido Nacionalista Vasco (PNV) de cuyas juventudes se había escindido en 1958. Esta táctica violenta le había proporcionado gran notoriedad y un creciente apoyo popular en el País Vasco y Navarra, pero también le había hecho sufrir una durísima represión policial.

### La creación de «ETA V Asamblea»
En el verano de 1970 ETA celebró su VI Asamblea en la localidad francesa de Bayona. Tras las abundantes detenciones de miembros de su Frente Militar, el sector denominado obrerista había llegado a ser mayoritario en la organización. Dicho sector aplicaba principios marxista-leninistas y era partidario de supeditar la lucha armada a la lucha política. La victoria de este sector provocó que otras corrientes abandonasen la organización; una de ellas, la considerada nacionalista o militarista, decidió crear otra organización con el mismo nombre de ETA y, para diferenciarse de la rama entonces mayoritaria y no reconociendo la legitimidad de la última asamblea, la denominó «ETA V Asamblea, libertad o muerte». Durante unos años coexistirían dos organizaciones denominadas ETA, si bien la inicialmente mayoritaria (conocida entonces como ETA VI Asamblea o ETA-VI) no volvería a cometer más asesinatos.
La nueva ETA V Asamblea se vería reforzada por la llegada de un nutrido grupo de militantes procedentes de las juventudes del Partido Nacionalista Vasco, EGI, así como por el trasvase de militantes que inicialmente se habían mantenido en el sector mayoritario y comenzaban a estar disconformes con su rumbo. El 29 de agosto de 1972 provocaría su primera víctima mortal, al asesinar al policía municipal Eloy García Cambra en un enfrentamiento con las fuerzas del orden. El abandono de la violencia por parte del otro sector reforzaría paulatinamente a ETA-V, que, al ser ya la única que utilizaba medios violentos, pronto sería conocida simplemente como ETA y que demostraría con el tiempo ser mucho más mortífera que su predecesora.

### Tres emigrantes gallegos
José Humberto Fouz, gallego de 29 años, tras haber trabajado en distintas ciudades europeas, se trasladó a la localidad guipuzcoana de Irún, donde su notable conocimiento de idiomas le permitió encontrar trabajo en una empresa de transportes internacionales. Allí residía en casa de una hermana e inició una relación sentimental con una joven del lugar.
Animado por su éxito, Humberto invitó a dos amigos a desplazarse también a Irún. Fernando Quiroga, de 25 años, encontró empleo como agente de aduanas. Jorge Juan García, de 23, todavía no había encontrado trabajo. Los tres residían en casa de la hermana y el cuñado de Humberto.

## La desaparición
El 23 de marzo de 1973, Humberto le dijo a su novia Ana que al día siguiente, sábado, no saldrían juntos. El joven y sus dos amigos habían decidido desplazarse a Francia para ver la película El último tango en París, prohibida todavía en España por la censura de la dictadura del general Franco. Esta costumbre de desplazarse al sur de Francia para ver películas prohibidas en España era habitual entonces no sólo en la sociedad vasca, sino también en españoles de otras regiones.
Los tres jóvenes comieron en casa de Cesáreo Ramírez, cuñado de Humberto, y después jugaron una partida de cartas con él en el Bar Castilla de Irún. A continuación, llevaron a Cesáreo a su trabajo y se fueron en el Austin blanco de Humberto con matrícula de La Coruña. Parece que compraron un regalo para María Isabel, la hermana de Humberto, en una tienda de San Juan de Luz y después fueron al cine. La noche del sábado no regresaron a dormir, ni tampoco el domingo; pero fue la ausencia al trabajo el lunes de Humberto y Fernando lo que realmente alarmó a sus familiares y amigos. En un primer momento temieron que podían haberse despeñado con el automóvil en algún acantilado. Cesáreo recorrió las carreteras del País Vasco francés buscando algún rastro de su cuñado y sus dos amigos; al cabo de 21 días, decidió acudir a la Policía. Sin embargo, las investigaciones no permitieron averiguar el paradero de los tres amigos, cuyos cuerpos seguían sin ser encontrados en 2023, cincuenta años después.

## La relación con ETA

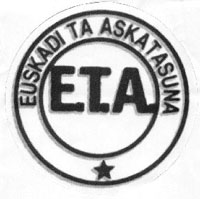
Sello de ETA, organización armada a la que se vincula con la desaparición de los jóvenes.

La desaparición de los tres hombres es relacionada con ETA por primera vez poco más tarde en unos panfletos anónimos que circulan por el País Vasco. Un mes más tarde de los hechos, el diario bilbaíno Hierro se hace eco de los mismos y relata que los tres jóvenes fueron agredidos por un grupo de etarras, información que también exponen el diario barcelonés La Vanguardia Española y el periodista Alfredo Semprún en el diario madrileño ABC. A finales de 1973 Semprún publica en el diario de la capital un artículo en el que afirma que un informador le ha relatado que los tres jóvenes habían mantenido una discusión con un grupo de etarras y habían sido asesinados. Sin embargo, ETA, que para entonces se había dividido en dos organizaciones rivales, ETA político-militar y ETA militar, nunca reconocería haber cometido tales asesinatos a través de ninguna de sus ramas.
La tesis de la autoría de ETA se vería ratificada por declaraciones posteriores de Mikel Lejarza, agente de los servicios de inteligencia españoles conocido como El Lobo que se infiltró con éxito en la organización terrorista y propició la detención de más de un centenar de etarras, entre ellos algunos de los principales líderes de ETA político-militar. Lejarza, conocido como Gorka dentro de la organización terrorista, aseguró que oyó a un miembro de ETA relatar el hecho. Años después, también el antiguo miembro de ETA Soares Gamboa manifestó que los tres jóvenes gallegos deberían ser unidos a la lista de víctimas de la organización.
Aunque las familias de los desaparecidos ejercitaron acciones penales en España, la investigación judicial nunca llegó a esclarecer los hechos. Algunas fuentes críticas con ETA denuncian que las autoridades francesas no tuvieron interés en investigar a fondo una vez que tuvieron conocimiento de la posible conexión con la organización armada, que disponía entonces de fuertes apoyos en el departamento de Pirineos Atlánticos. En España, el miembro de ETA Jesús María Zabarte Arregui fue interrogado al respecto en 1974, y declaró que había preguntado al también etarra Pérez Revilla sobre el asunto, de quien obtuvo la respuesta de que cuanto menos supiera de ello, mejor. La instrucción inicial fue archivada en 1975 sin haber realizado progreso alguno. La Ley de Amnistía de 1977 y la posterior reinserción de miembros de ETA político-militar hizo que no hubiera mucho interés en investigar un asunto que pudiera volver a excitar animosidades. Durante muchos años, el caso fue orillado en el debate público. La negativa de ETA a reivindicar el crimen y el hecho de que sólo personas vinculadas de uno u otro modo al régimen del general Franco apoyaran la pista etarra hizo que cayera en el olvido. No obstante, en ningún momento se planteó otra línea de investigación que proporcionase una explicación alternativa a la desaparición de los jóvenes.

## Intervención de Coral Rodríguez Fouz
El principal factor que rescató del olvido el asunto fue la circunstancia de que una sobrina de Humberto, Coral Rodríguez Fouz, fuera elegida como miembro del Senado por el Partido Socialista de Euskadi-Euskadiko Ezkerra-PSOE en las elecciones de 1996. La senadora Rodríguez se dirigió al entonces Ministro del Interior Jaime Mayor Oreja pidiendo información sobre el asunto y, al no obtener respuesta, formuló una pregunta oficialmente en una sesión parlamentaria. La perseverancia de Coral y de otros familiares consiguió que el Gobierno rectificara su primera actuación e incluyera a los tres desaparecidos en el listado oficial de víctimas del terrorismo, lo que conlleva distintos reconocimientos y compensaciones.
Años más tarde, en 2005, siendo miembro del Parlamento Vasco, Coral Rodríguez solicitó al Gobierno autónomo vasco que proporcionase los medios para localizar e identificar los cadáveres. El emotivo discurso de la parlamentaria modificó la inicial oposición de la mayoría parlamentaria a favor de la petición y dio lugar a una inusual petición de excusas. Sin embargo, la iniciativa no tuvo resultado práctico y los cadáveres siguieron sin aparecer.

## Versiones de los hechos

### Artículo de Alfredo Semprún
El 26 de diciembre de 1973, el periodista Alfredo Semprún publicó un amplio artículo en el diario ABC que contenía diversa información sobre ETA-V procedente de sus fuentes de información del País Vasco francés. Para esa fecha, ETA ya había asesinado al presidente del Gobierno, el almirante Carrero Blanco. Semprún afirmaba que los tres jóvenes habían sido asesinados por los mismos militantes de ETA que perpetraron el magnicidio. Según sus fuentes, los tres gallegos habían mantenido una discusión en un bar de San Juan de Luz con un grupo de miembros de ETA que hablaban mal de España. La reyerta habría culminado con la muerte de uno de los jóvenes a consecuencia de un botellazo recibido en la zona parietal derecha. El cadáver del joven habría sido arrojado al mar esa misma madrugada. En cuanto a los otros dos gallegos, Semprún se limitaba a informar de que habían sido secuestrados y retenidos en una finca situada en Saint-Palais. Al cabo de unos días y no sabiendo qué hacer con ellos, el etarra Tomás Pérez Revilla les asesinó de sendos disparos en la nuca y enterró sus cadáveres en los alrededores.
Semprún estuvo a punto de pagar caro su trabajo informativo en este y en otros asuntos relacionados con ETA. El comando establecido en Madrid y encabezado por Argala que acabó después con la vida del presidente Carrero Blanco tuvo al periodista como uno de sus primeros objetivos. Su asesinato fue programado hasta los últimos detalles, y sólo un fallo de última hora le salvó. Como sería habitual más tarde con los asesinatos de otros periodistas que incomodaban a ETA, las justificaciones eran su beligerancia contra la organización y la revelación de datos sensibles.

### Artículo de Alfonso Rojo

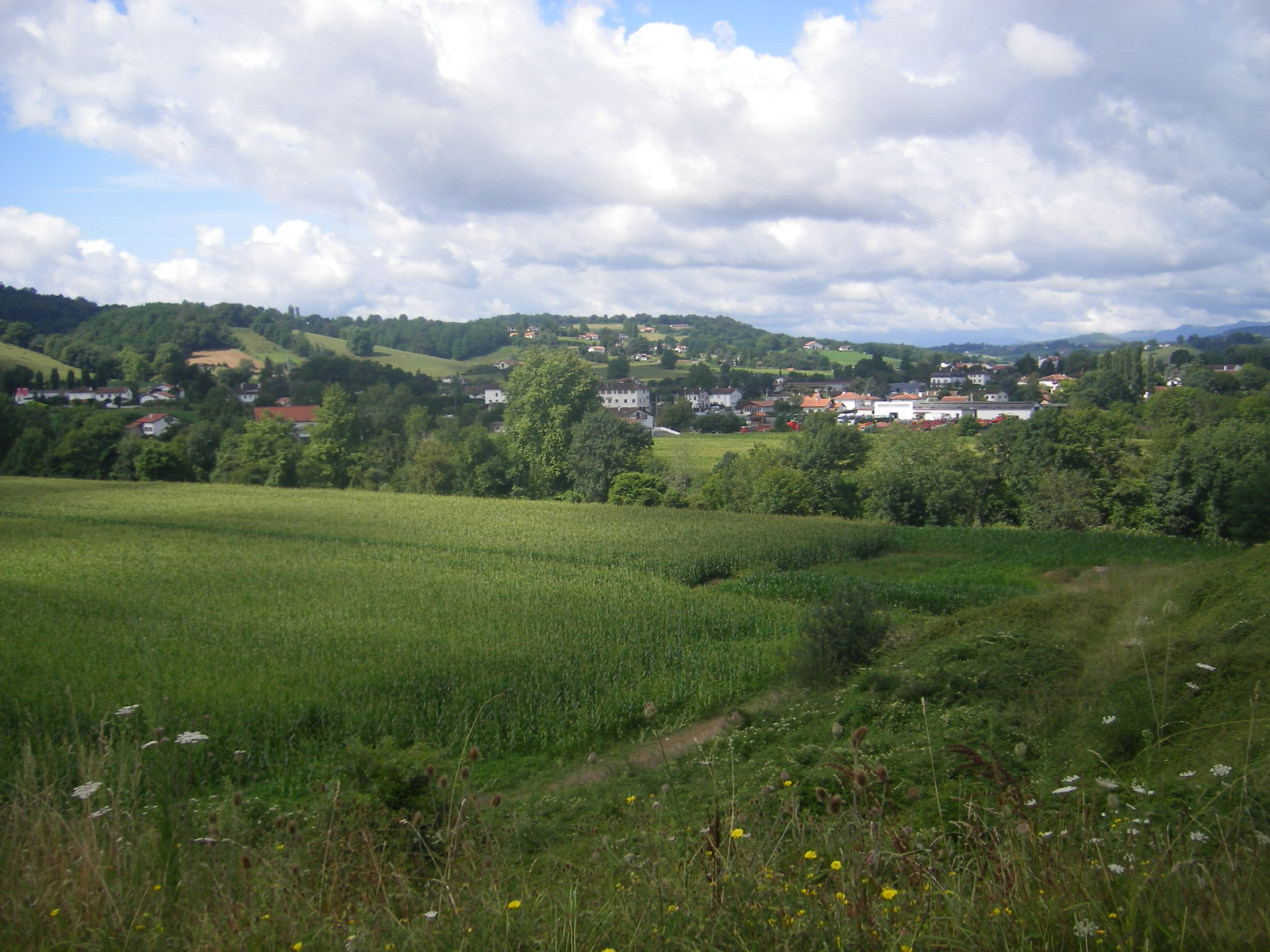
Vista de Saint-Palais, donde fueron torturados y asesinados los tres jóvenes, según algunas versiones.

En 2001, el semanario Crónica de El Mundo publicó un artículo del periodista Alfonso Rojo en el que este relataba la más detallada versión de los hechos publicada hasta entonces. Según Rojo, a la salida del cine los tres españoles habrían entrado en una discoteca llamada Lycorne. Allí, habrían tenido la mala fortuna de coincidir con un grupo de militantes de ETA-V que habían bebido con largueza. Los tres hombres jóvenes vestidos con chaqueta y corbata que hablaban castellano con claro acento gallego habrían sido identificados erróneamente como policías españoles camuflados. Los etarras les habrían esperado a la salida y abordado en el aparcamiento. Allí, Humberto Fouz les habría plantado cara recibiendo, como consecuencia, un botellazo en la cabeza que le dejó malherido. Los tres jóvenes habrían sido maniatados (los etarras estarían armados), introducidos en su propio auto y otro más y conducidos a una finca situada en Saint-Palais. Allí, con plena impunidad, los etarras habrían torturado durante horas a sus víctimas intentando sonsacarles información acerca de lo que la Policía española sabía sobre ETA. Al cabo de varias horas de inútil interrogatorio, los torturadores se habrían convencido de que los jóvenes decían la verdad y de que habían cometido un terrible error. Como solución a una situación que ofrecería mala imagen de la organización armada, los criminales habrían decidido asesinar a los tres inmigrantes y enterrar sus cadáveres en un lugar oculto.
Rojo facilitaba incluso los nombres de los supuestos autores de los hechos. Según él, el grupo de criminales estaba comandado por Tomás Pérez Revilla, alias Tomasón y Hueso, el mismo ya mencionado en su día por Semprún. También formaban parte del mismo otros cuatro etarras. Pérez Revilla moriría asesinado por los GAL años más tarde, en 1984. El periodista citaba ambiguos comentarios de algunos de los implicados para corroborar la historia.

### Reportaje televisivo
Unos meses más tarde, un reportaje de El Mundo TV emitido por Antena 3 y titulado El crimen más oculto de ETA volvió a llevar el asunto a los medios de comunicación. El reportaje indicaba que los cadáveres de los tres jóvenes, junto con los de las víctimas de otros asesinatos cometidos igualmente por ETA, podrían estar situados en una determinada finca cercana a San Juan de Luz que había sido propiedad de Telesforo Monzón, antiguo dirigente del Partido Nacionalista Vasco y luego de Herri Batasuna. Los autores del reportaje basaban el mismo en la información proporcionada por un comunicante anónimo que se identificó como alguien muy cercano a ETA en los años 1970’. A raíz de la información, la Fiscalía solicitó la reapertura del caso, investigación que correspondía a la Audiencia Nacional, si bien reconocía que probablemente el crimen habría prescrito dado el tiempo transcurrido.

### Artículo de José Mª Calleja
Al año siguiente, 2006, el periodista José María Calleja y el profesor Ignacio Sánchez Cuenca publicaron un artículo en el diario El País sobre el mismo tema. Allí proporcionaban una versión de los hechos similar a la facilitada en su día por Alfonso Rojo pero con algunas variantes menores que aproximan el relato al que hizo Semprún. Así, Calleja y Sánchez hacen mayor hincapié en el elevado grado de embriaguez de los etarras y sitúan el enfrentamiento dentro de la discoteca, donde los etarras habrían provocado a los jóvenes inmigrantes con insultos xenófobos. Fouz habría quedado tan malherido por el botellazo que podría haber muerto a consecuencia del golpe. Apoyándose en la información ofrecida por Mikel Lejarza, añadían el espeluznante detalle de que a uno de los jóvenes le habrían arrancado los ojos con un destornillador durante la tortura. Además, facilitaban el nombre de otro de los supuestos autores.

## Implicaciones jurídicas
Aunque las familias de los desaparecidos han suplicado insistentemente que quien sepa el paradero de sus restos les ayude a localizarlos, hay razones jurídicas que explicarían que una persona que hubiera estado implicada en posibles delitos guardara silencio. La Ley de Amnistía española de 1977 sería de dudosa aplicación al caso de ser cierto que los asesinos mataron a sus víctimas cuando ya sabían que no eran policías, lo que privaría de intencionalidad política al crimen. Ello podría convertir los asesinatos en meros delitos comunes no amparados por la amnistía. Además, dicha ley no tiene aplicación en Francia, país en el que habrían ocurrido los hechos. Por último, la aplicación de la prescripción también podría ser discutida debido a que cierta doctrina niega que tal institución pueda comenzar a operar en caso de desapariciones hasta que aparece la persona desaparecida. El temor a una posible condena podría impedir la aparición de los cuerpos mientras continuara con vida alguno de los autores de los presuntos crímenes.
En diciembre de 2008, el ayuntamiento de Éibar (Guipúzcoa) rindió un homenaje oficial a las víctimas del terrorismo. Familiares de Humberto Fouz, residentes en la localidad desde hacía años, acudieron al acto invitados en lo que constituyó un nuevo reconocimiento de la condición de aquel como víctima del terrorismo.
En 2015 seguían sin aparecer los cadáveres de los tres desaparecidos. En marzo de 2025, con ocasión de cumplirse 52 años de la desaparición, la sobrina de Humberto, Coral Rodríguez Fouz, escribió un artículo de opinión en elDiario.es titulado «Ante el silencio, yo acuso», en el que hacía un resumen de la desaparición, a manos de ETA, de su tío y sus amigos. También acusaba a los presuntos asesinos, sus colaboradores y personas conocedoras de lo ocurrido, por no querer facilitar el descubrimiento de los restos mortales de su tío y amigos.